# ASEC Koudougou
ASEC Koudougou (Association sportive des employés et commerçants de Koudougou) ist ein Sportverein aus Koudougou, einer Stadt des westafrikanischen Staates Burkina Faso.
Der Verein mit den Farben Schwarz und Gelb ist einer der wenigen Klubs außerhalb der beiden burkinischen Metropolen Ouagadougou und Bobo-Dioulasso, der sich in der ersten Division des Landes halten kann.
Die Verzögerung des Meisterschaftsbeginns Anfang des Jahres 2007 hatte erhebliche finanzielle Konsequenzen für ASEC-K; da die Mannschaft schon zusammengezogen war, kamen Mehrkosten auf im Bereich der Verpflegung und der Ausstattung der Spieler als auch für die Gehälter.